# Мендзижец Подляски
Мендзѝжец Подля̀ски (на полски: Międzyrzec Podlaski) е град в Източна Полша, Люблинско войводство, Бялски окръг. Обособен е в самостоятелна градска община с площ 20,03 км2.

## Население
Според данните за населението от края на 2017 г., в града живеят 16 925 души.